# Les Feuilles mortes
"Les Feuilles mortes" (viết bằng tiếng Pháp, tạm dịch: "Lá úa") là bài hát nổi tiếng - nguyên được viết bằng tiếng Pháp - được nhiều nghệ sĩ khắp nơi trình bày. Ca khúc có phần nhạc của nhà soạn nhạc người Pháp gốc Hungary Joseph Kosma và phần lời của nhà thơ Jacques Prévert, có nội dung là kỷ niệm buồn về một tình yêu đã mất. Năm 1949, Johnny Mercer viết lời tiếng Anh cho bài hát và đặt nhan đề là "Autumn Leaves". Bài hát này còn được nhiều nhạc sĩ đặt lời tiếng Việt, chẳng hạn "Lá thu vàng" (Lữ Liên), "Lá úa" (Y Vân), "Lá rụng" (Phạm Duy), "Lá rụng" (Nguyễn Đình Toàn) và "Mùa thu lá úa" (Phạm Ngọc Lân).

## Lịch sử
Năm 1945, Kosma và Prévert cùng tham gia vở ba lê Le Rendez-vous của Roland Petit, trong đó Kosma đảm nhận sáng tác một phần khí nhạc còn Prévert soạn nội dung cho vở diễn. Đạo diễn điện ảnh Marcel Carné có đến xem và tỏ ra háo hức chuyển thể vở ba lê thành phim. Sau đó, nhạc phẩm "Les Feuilles mortes" được Kosma sáng tác dựa trên phần nhạc của ông trong vở ba lê, để rồi Prévert đặt lời cho ca khúc trên nền nhạc đó trong quá trình chuẩn bị cho tác phẩm điện ảnh của Carné. Bài hát được biết đến lần đầu tiên dưới hình thức những trích đoạn nhỏ trong phim Les Portes de la nuit (tháng 12 năm 1946) của Carné, do hai nhân vật Diego (Yves Montand) và Malou (Nathalie Nattier) thể hiện. Thành công không đến với bộ phim, song chỉ vài năm sau thì ca khúc kèm với nó lại tỏa sáng ngoài phạm vi nước Pháp. Montand tự cho mình là người đầu tiên biểu diễn ca khúc này ra công chúng, tuy nhiên lời tuyên bố này đã bị ca sĩ Vaucaire Cora đã phản bác trong một cuộc phỏng vấn do Alain Poulanges thực hiện trên sóng truyền thanh France Inter vào năm 1995, bởi chính bà mới là người đầu tiên hát ca khúc này vào năm 1948. Cũng khoảng thời gian đó, Marianne Oswald có hát "Les Feuilles mortes" với một đoạn bằng tiếng Đức. Jacques Douai là nam ca sĩ đầu tiên trình bày bài này vào năm 1947.

## Các phiên bản khác
Năm 1949, Johnny Mercer soạn phần lời tiếng Anh dưới nhan đề "Autumn Leaves". Từ đây nó trở thành thành tiêu chuẩn jazz và tiêu chuẩn pop ở cả hai ngôn ngữ, cả dưới hình thức khí nhạc lẫn thanh nhạc. Ngoài trình bày bằng tiếng Anh, Nat King Cole còn hát bài này bằng tiếng Nhật với nhan đề "Kareha" (枯葉 tạm dịch: "Lá héo"). Ngày 24 tháng 12 năm 1950, ca sĩ Edith Piaf trình bày song ngữ Anh - Pháp ca khúc này trong chương trình truyền thanh The Big Show của NBC Radio.
Năm 1955, bản "Autumn Leaves" do nghệ sĩ Roger Williams thể hiện vươn lên vị trí quán quân ở thị trường Hoa Kỳ. Đây là bản nhạc dương cầm duy nhất giành được vị trí số một trên bảng xếp hạng pop của Billboard và là bản nhạc dương cầm bán chạy nhất mọi thời đại, thể hiện qua doanh số hơn hai triệu bản bán ra. Cũng năm này, Tino Rossi thu "Les Feuilles mortes" cho nhãn đĩa Pathé-Marconi.
Phim Autumn Leaves (1956) có dùng bài này (do Nat King Cole hát) ở phần đầu phim. Người viết bài hát người Pháp Serge Gainsbourg vinh danh ca khúc này trong bài hát "La chanson de Prévert" của ông. Danh ca Frank Sinatra hát bài này trong album Where Are You? phát hành năm 1956. Năm 1959, Andy Williams ra ca khúc này trong album Lonely Street của ông. Ban nhạc The Coasters cũng hát lại bài hát trong album One by One phát hành năm 1960. Năm 1965, Al Hirt đưa bài này vào album They're Playing Our Song.
 Năm 1966, ban nhạc Manfred Mann biểu diễn "Les Feuilles mortes" với phong cách pop đương đại/rock trong album As Is.
Năm 1996, "Autumn Leaves" hiện diện trong album thu trực tiếp Live at Blues Alley (1996) của Eva Cassidy. Năm 2000, ca sĩ người Pháp Raquel Bitton đưa bài hát vào album Raquel Bitton sings Edith Piaf của chị. Cùng năm này, album The Jerry Lee Lewis Show mới ra mắt của Jerry Lee Lewis cũng có bài "Les Feuilles mortes". Năm 2009, Iggy Pop dùng "Les Feuilles mortes" làm ca khúc mở đầu cho album Préliminaires.
Năm 2013, ca sĩ nhạc pop Jermaine Jackson (cựu thành viên nhóm Jackson Five, anh trai Michael Jackson) song ca với giọng nam trung David Serero trong album I Wish You L.O.V.E.: Jazz Standards của Jackson.

## Cấu trúc và hòa âm
Bản gốc "Les Feuilles mortes" có cấu trúc giai điệu phức tạp, gồm 24 nhịp cho đoạn dẫn nhập (gồm hai lần chuyển điệu) và 16 nhịp cho đoạn điệp khúc. Tuy nhiên 24 nhịp đoạn dẫn gần như bị bỏ đi khi bài này được đưa sang tiếng Anh, và cũng hiếm thấy người ta hát phần còn lại này trong tiếng Anh mà chỉ thấy trình bày 16 nhịp phần điệp khúc.
Phần điệp khúc sử dụng mô típ ba nốt tăng dần trong một quãng hai trưởng, trong khi phần mở đầu của phần chính sử dụng các nhóm ba nốt ngang nhau biểu diễn trong cùng khoảng thời gian. Phần này và phần cuối được thể hiện ở cung Mi thứ, còn điệu chính thì theo Sol thứ.
Bài này được viết theo hình thức AABC, là nhạc phẩm dành cho những người mới làm quen với sự hài hòa trong nhạc jazz (jazz harmony) do hòa âm của bài này hầu như chỉ gồm các hợp âm lặp lại ii-V-I và ii-V.
Chùm hợp âm iv7-VII7-III-VIM7-ii(giảm một nửa)7-V7-i của bài này được xem là một ví dụ về hòa âm theo vòng quãng năm (circle of fifths).